# Neochóri (ort i Grekland, Joniska öarna)
Neochóri (Neochori) är en ort i Grekland.   Den ligger i prefekturen Nomós Kerkýras och regionen Joniska öarna, i den västra delen av landet, 300 km väster om huvudstaden Aten. Neochóri ligger 46 meter över havet och antalet invånare är 182. Den ligger på ön Korfu.
Terrängen runt Neochóri är platt. Havet är nära Neochóri åt sydost.  Närmaste större samhälle är Lefkímmi, 3,3 km norr om Neochóri. 